# Колосово (станция)
 Ко́лосово (бел. Ко́ласава) — железнодорожная станция, расположена в одноимённом посёлке Столбцовского района Минской области. Была приграничной станцией на границе с Польшей в 1920—1939 годах.
В одном-двух километрах находится E 30. Помимо одноимённой деревни, недалеко от станции находятся деревни Ливье и Засулье. На расстоянии одного километра от станции располагается военный городок Столбцы-2 (посёлок Новоколосово).

## История
- 29 марта 1925 года по соглашению с польским правительством на станции Колосово, на границе с Польшей, должен был произойти обмен арестованных в СССР Лашкевича и Усаса на польских коммунистов Багинского и Вечоркевича, осуждённых за терроризм. Но обмен не состоялся, так как Багинский и Вечоркевич были застрелены конвоиром Юзефом Мурашко «из патриотических побуждений».[1]
- 6 сентября 1933 года на станции произошёл обмен политзаключённых (Франтишека Олехновича на Бронислава Тарашкевича).[2]
- 7 июля 1944 года Советские войска освободили станцию Колосово

## Окрестности
Вблизи станции Колосово располагается большое количество садоводческих товариществ (большая часть их расположена у дороги в Засулье), где многие жители Минска имеют дачи. Окрестные леса пользуются известностью у столичных грибников и ягодников, благодаря чему железнодорожная станция регулярно становится популярной целью минчан.
Также недалеко расположен военный городок.

## Упоминания
- Станция Колосово упоминается в рассказе «Тоня» Ильфа и Петрова (1937) как приграничная станция на польской границе:

Через две недели поезд Париж  -  Негорелое  вышел  с  польской  станции Столбцы и двинулся к советской границе. На полустанке Колосово он на  минуту задержался. Еще на ходу стали соскакивать польские  жандармы  в  щеголеватых шубках  с  серо-собачьими  воротниками.  Поезд  очень  медленно  прошел  еще несколько метров. Тоня с замиранием сердца стала протирать стекло и  увидела во мраке зимнего вечера деревянную вышку, на которой  стоял  красноармеец  в длинном сторожевом тулупе и шлеме.  На  минуту  его  осветили  огни  поезда, блеснул ствол винтовки, и вышка медленно поехала назад. Часового  заваливало снегом, но он не отряхивался, неподвижный,  суровый  и  величественный,  как памятник.Ильф и Петров